# Terminal X

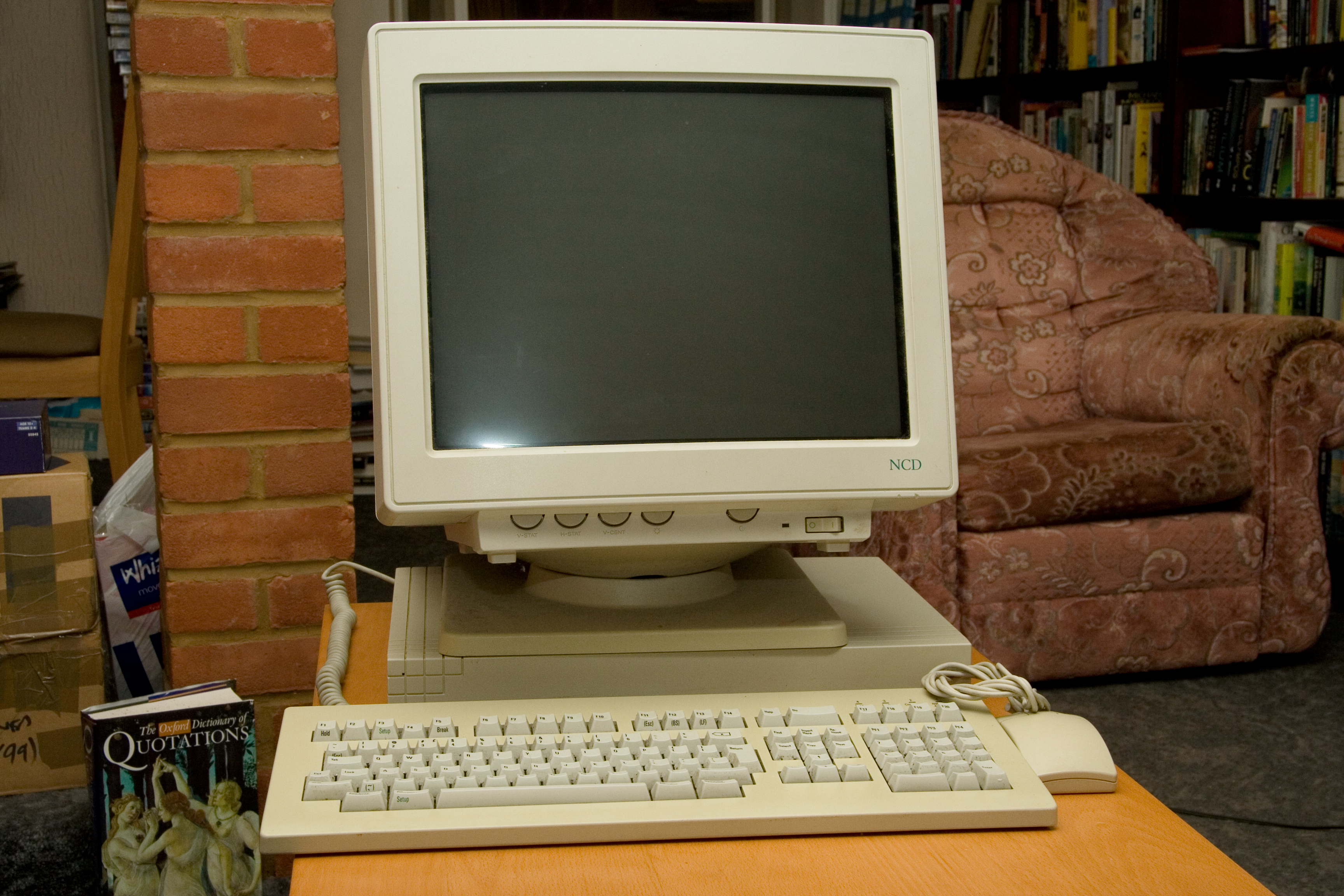
El NCD-88k, un Terminal X de Network Computing Devices.

Un servidor X s'executa al terminal X, connectant-se a un ordinador central executant X Display Manager. En aquest exemple, els programes clients (xterm i xedit) estan executant-se en el mateix ordinador.

En informàtica, un terminal X és un terminal de pantalla/entrada per a les aplicacions client de l'X Window. Els terminals X van gaudir d'un període de popularitat a principi de la dècada del 1990 quan van oferir un cost total de propietat més baix alternatiu a una estació de treball UNIX completa.
Un terminal X s'executa sobre un servidor X. En el X, l'ús de l'els termes "client" i "servidor" es fa des del punt de vista dels programes: el servidor X subministra una pantalla, un teclat, un ratolí i una pantalla tàctil a les aplicacions client. El terminal X es connecta amb un X Display Manager, introduït en el X11R3, executant-se en una màquina central, usant el X Display Manager Control Protocol (XDMCP), introduït en el X11R4.
Els clients lleugers han suplantat als terminals X, ja que aquest incoprporen memòria flash i programari capacitat d'interaccionar amb una gamma de protocols d'escriptoris remots. Degut a l'existència d'implementacions de programari lliure de múltiples protocols d'escriptori, els terminals X han esdevingut obsolets comercialment en favor dels clients lleugers de propòsit més general.